# Lavorazione con fascio elettronico
La lavorazione con fascio elettronico (dall'inglese electron-beam machining, EBM) è un processo in cui elettroni ad alta velocità sono concentrati in un fascio sottile, diretti verso il pezzo da lavorare, generando calore che vaporizza il materiale. L'EBM può essere utilizzata sia per il taglio di precisione sia per la foratura di un'ampia varietà di metalli. Rispetto ad altri processi di taglio termico, la finitura superficiale è migliore e larghezza di taglio è più stretta. A differenza della lavorazione con fascio laser necessita che il pezzo sia posto in una camera in cui sia stato prodotto il vuoto.  L'interazione fra il fascio elettronico ad alta energia e la materia può portare alla formazione di raggi X, motivo per cui devono essere previste adeguate schermature.

## Principio di funzionamento

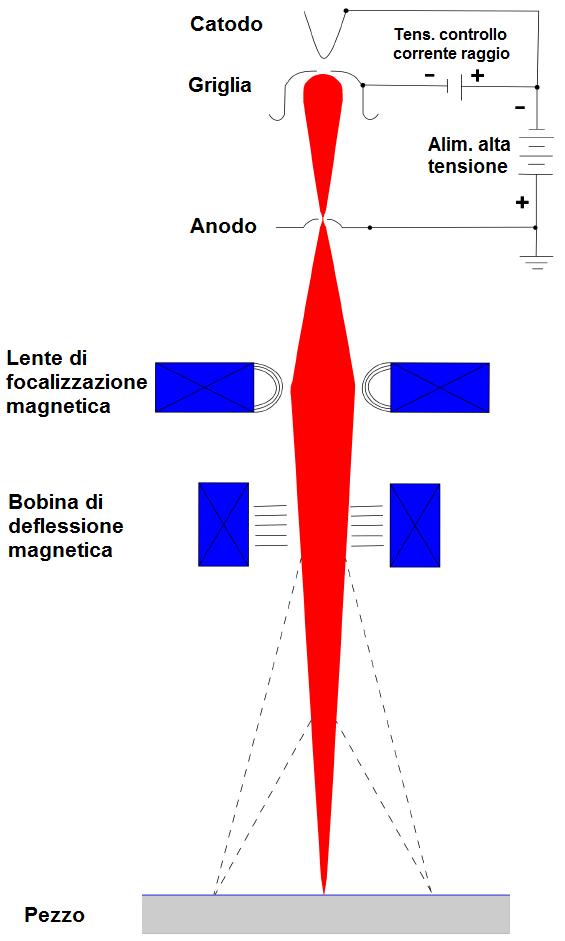
Schema di principio di un processo di lavorazione con fascio elettronico

Il primo prototipo di macchina per EBM si attribuisce a Karl-Heinz Steigerwald che ne costruì una nel 1947. Il pezzo da lavorare e la maggior parte dei componenti sono racchiusi in una camera a vuoto (circa 13,3 mPa). Un filamento di tungsteno, che funge da catodo, è riscaldato a 2500 ÷ 3000 °C, in tal modo si produce una corrente di intensità nell'intervallo  20 ÷ 100 mA (densità  5 ÷ 15 A/cm²). Si utilizza in genere un voltaggio di circa 150 kV che accelera gli elettroni attraverso l'anodo forato a velocità di oltre 200 000 km/s (l'80% della velocità della luce) e colpiscono il pezzo in un'area di circa 250 μm di diametro (dimensione tipica della zona termicamente alterata). L'elevata energia cinetica degli elettroni è convertita in calore che provoca la vaporizzazione del materiale, raggiungendo tipicamente densità di potenza di 1,6 {\textstyle \mathrm {MW \over mm^{2}} }, con cui teoricamente si possono lavorare tutti i materiali ingegneristici. Si associa anche un raggio pulsato a 10 kHz che riduce la temperatura del materiale del pezzo nella zona attorno a quella in lavorazione. Con questo processo si raggiungono tassi di asportazione di 10 {\textstyle \mathrm {mm^{3} \over min} } a cui si aggiunge il vantaggio di poter ottenere fori con aspetto di forma (rapporto tra profondità e larghezza) di 100:1.

## Parametri di processo
I parametri di processo che influenzano le caratteristiche della lavorazione sono:
- la tensione di accelerazione degli elettroni;
- la corrente del fascio;
- la durata dell'impulso;
- energia e potenza dell'impulso;
- la corrente delle lenti magnetiche;
- la dimensione punto di focalizzazione.[3]

Infatti il tasso di rimozione volumetrico, {\textstyle {\dot {V}}}, ovvero la quantità di volume di materiale rimossa nell'unità di tempo è data:
{\displaystyle {\dot {V}}=k\cdot I_{b}\cdot U_{a}\cdot D_{b}^{2}\cdot h\cdot f_{p}}
essendo:
- k una costante;
- Ib la corrente degli elettroni emessi;
- Ua la tensione di accelerazione degli elettroni;
- Db il diametro del fascio elettronico nel punto di contatto col pezzo;
- h la profondità del foro.
- fp la frequenza di impulso.[2]

Il cannone che emette gli elettroni per l'EBM lavora a impulsi: ciò si ottiene polarizzando opportunamente griglia situata dopo il catodo. Impulsi di commutazione sono inviati alla griglia polarizzata in modo da realizzare impulsi da 50 μs fino a 15 ms.
La corrente del fascio è direttamente correlata al numero di elettroni emessi dal catodo; aumentando la corrente del fascio aumenta direttamente l'energia per impulso. Analogamente un aumento della durata dell'impulso aumenta anche l'energia per impulso. Impulsi ad alta energia (superiore a 100 J per impulso) possono generare fori più grandi su piastre più spesse.
La densità di densità di energia e di potenza sono governate dall'energia per durata degli impulsi e dimensione del punto di focalizzazione. La dimensione del punto di focalizzazione, tipicamente nell'intervallo  10 ÷ 100 µm, d'altra parte è controllata dal grado di messa a fuoco raggiunto dalle lenti magnetiche. Una maggiore densità di energia, per esempio, per una dimensione del punto di focalizzazione minore, provoca una rimozione del materiale più veloce e la dimensione del foro inferiore.
Il piano di focalizzazione può essere sulla superficie del pezzo in lavorazione o appena sotto di esse. La bobina di deflessione finale può manovrare il fascio di elettroni per generare fori di sezione non circolare a seconda delle necessità.

## Capacità di processo
L'EBM può realizzare fori di diametro nell'intervallo tra 100 μm e 2 mm con una profondità fino a 15 mm. Il foro può essere rastremato (tipicamente 1° ÷ 2°) o sagomato a botte. Concentrando il fascio al di sotto sotto della superficie si può ottenere una conicità inversa. Tipicamente ci può essere un bordo arrotondato nel punto di ingresso con la presenza di strati di rifusione. Generalmente non si ha formazione di bave.

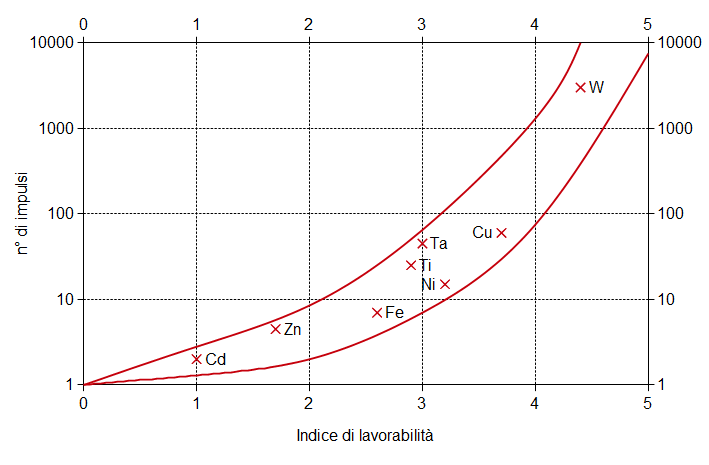
Lavorabilità di alcuni materiali con EBM in termini di numero di impulsi (meno è meglio).

Una vasta gamma di materiali quali acciaio, acciaio inox, superleghe di nichel e titanio, alluminio e plastica, ceramica, pelli può essere lavorata con successo con il fascio elettronico. Sebbene il meccanismo di rimozione del materiale sia termico, il che implica danni termici, la zona termicamente alterata è piuttosto stretta a causa della breve durata dell'impulso, in genere essa occupa circa 20 ÷ 30 µm di spessore.
Alcuni dei materiali come le leghe di Al e Ti sono più facili da lavorare rispetto all'acciaio. Il numero di fori al secondo dipende dal diametro del foro, densità di potenza, la profondità e tipo di materiale.
L'EBM non applica alcuna forza di taglio sui pezzi semplifica il lavoro di afferraggio del pezzo, consentendo la lavorazione di materiali delicati e fragili. I fori possono essere praticati con un angolo rispetto alla superficie molto piccolo meno di  20° ÷ 30°.